# Drogon de Bretagne
Pour les articles homonymes, voir Drogon.
Drogon de Bretagne, fils d'Alain Barbetorte et d'une femme de la maison de Blois, est comte de Nantes et duc de Bretagne de 952 à 958.

## Biographie
Drogon (ou Dreux), seul fils légitime d’Alain Barbetorte et de la sœur anonyme de Thibaut Ier de Blois (alors vicomte), naît vers 950. Il  devient comte de Nantes et duc de Bretagne en 952 — soit à l'âge de 2 ans — après le décès prématuré de son père.
Sa tutelle fut assurée par son oncle, Thibaud Ier de Blois, qui remarie très vite sa sœur avec le comte Foulque II d'Anjou.
Le pouvoir sur la Bretagne est alors partagé : Foulque reçoit le comté de Nantes et la garde du jeune duc, Thibaut conservant la suzeraineté sur le nord de la Bretagne. Il délègue l’administration de cette région, trop éloignée de son propre domaine, à ses deux alliés : le comte Juhel Bérenger de Rennes, qui devient son vassal, et Wicohen (ou Jutohen), archevêque de Dol.
Selon la Chronique de Nantes, certains virent dans la disparition brutale de Drogon, avant 958 à Angers, la main de Foulque II d’Anjou, ce dernier prenant le contrôle du comté de Nantes de 958 jusqu’à sa mort en 960. Après la disparition de Foulque, les Nantais feront appel à Hoël, nouveau comte de Nantes, puis, après sa mort, à Guérech, évêque de la même ville, les deux fils illégitimes de Barbetorte, pour assumer le pouvoir dans le comté.